# (260824) Hermanus
(260824) Hermanus – planetoida pasa głównego. Została odkryta 9 sierpnia 2005 przez Davida E. Trillinga. (260824) Hermanus okrąża Słońce w ciągu 4,66 roku w średniej odległości 2,79 j.a.
Planetoidzie tej nadano nazwę od miejscowości Hermanus w Republice Południowej Afryki.
Planetoida ta nosiła wcześniej tymczasowe oznaczenie 2005 PC24.